# 佩雷贝莱尔
佩雷贝莱尔（法語：Péret-Bel-Air，法語發音：[peʁɛ bɛl ɛʁ]）是法国科雷兹省的一个市镇，属于于塞勒区。

## 地理
佩雷贝莱尔（45°28'39"N, 2°2'26"E）面积15.49 平方千米，位于法国新阿基坦大区科雷兹省，该省份为法国中南部省份，北起上维埃纳省和克勒兹省，西接多爾多涅省，南至洛特省，东临多姆山省和康塔爾省。
与佩雷贝莱尔接壤的市镇（或旧市镇、城区）包括：博讷丰、达维尼亚克、埃格勒通、圣伊里耶勒代雅拉、苏代耶。

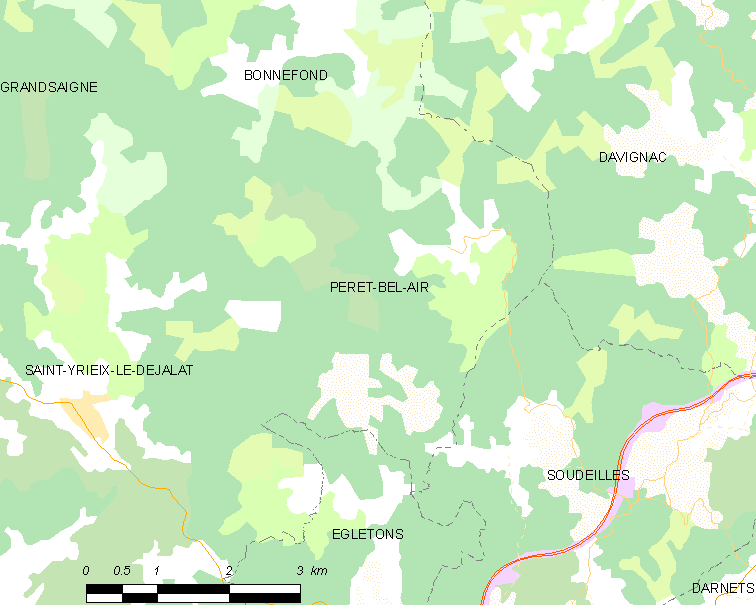
佩雷贝莱尔的OSM定位图

佩雷贝莱尔的时区为UTC+01:00、UTC+02:00（夏令时）。

## 行政
佩雷贝莱尔的邮政编码为19300，INSEE市镇编码为19159。

## 政治
佩雷贝莱尔所属的省级选区为米勒瓦什高原县。

## 人口

1962-2008年间佩雷贝莱尔人口变化图示

佩雷贝莱尔于2022年1月1日时的人口数量为84人。